# Kirby mutuswamy
Kiruba Munusamy é advogada no Supremo Tribunal da Índia é activista pelos direitos humanos. Combate a discriminação e a violência de género, a discriminação em espaços académicos e a pena de morte. .
Foi excluída pelo sistema de castas, uma “dalit intocável”, e foi, desde cedo, confrontada com a discriminação. Cresceu num bairro de lata sem condições básicas de saneamento, isolada. Apoiada e incentivada pela família, conseguiu estudar e começou a sua carreira em Direito dedicando-se a casos de discriminação em regime pro bono. 
Ela também trabalha para a emancipação de eliminadores manuais Dalit e a proibição de eliminação manual.
Atualmente, Kiruba é realocada na cidade de Nijmegen como parte da Iniciativa Cidade Abrigo. Shelter City é uma iniciativa nacional da Justice and Peace Netherlands para defensores de direitos humanos ameaçados. Durante a estadia, os defensores dos direitos humanos continuam seu trabalho em segurança e podem respirar. Eles ampliam sua rede internacional, seguem oficinas e conhecem os habitantes de sua cidade de abrigo.
Ela utiliza o poder das mídias sociais na era digital e escreve em inglês e tamil(sua língua materna) para criar uma conscientização universal sobre os problemas de direitos humanos na Índia, que na maioria das vezes envolve violência física, violência sexual e assassinatos; discutir e debater sobre os direitos das mulheres e minorias, liberdade de expressão, direitos individuais de opinião e escolha, várias outras opressões.

## Prémios e homenagens
Kiruba Munusamy recebeu o grau de Oficial da Ordem do Império Britânico (OBE) em 2014 pelos serviços prestados em prol dos Direitos Humanos.
Madeleine Rees foi homenageada pela Suécia, na exposição itinerante "Mundo Igualitário do ponto de vista do género - um tributo a quem luta pelos Direitos das Mulheres", constituída por quinze retratos de autoria da fotógrafa sueca Anette Brolenius, de personalidades que se distinguiram pela luta da Igualdade de Género e Direitos das Mulheres. Esta exposição esteve pela primeira vez em Portugal, abrindo ao público no dia 2 de março de 2020, no concelho do Funchal, na Região Autónoma da Madeira.
1. ↑  «Gender equal world». Sharing Sweden (em inglês). Consultado em 3 de março de 2020
2. ↑  Sandra Ascensão Silva. «Câmara do Funchal assinala Dia da Mulher com oito dias de actividades». www.dnoticias.pt. Consultado em 3 de março de 2020
3. ↑  «Exposição do governo da Suécia marca abertura da Semana das Mulheres na CMF». JM Madeira. 2 de março de 2020. Consultado em 3 de março de 2020
4. ↑  Rocha, Luís (28 de fevereiro de 2020). «Embaixadora da Suécia no dia 2 na CMF para Semana das Mulheres 2020». Funchal Notícias. Consultado em 3 de março de 2020